# 2019-es európai parlamenti választás Olaszországban
A 2019-es európai parlamenti (EP) választásra Olaszországban május 26-án került sor. Ez volt a kilencedik EP-választás az ország történetében. Olaszország 76 képviselőt küldhet az Európai Parlamentbe. 

## Választási szabályok

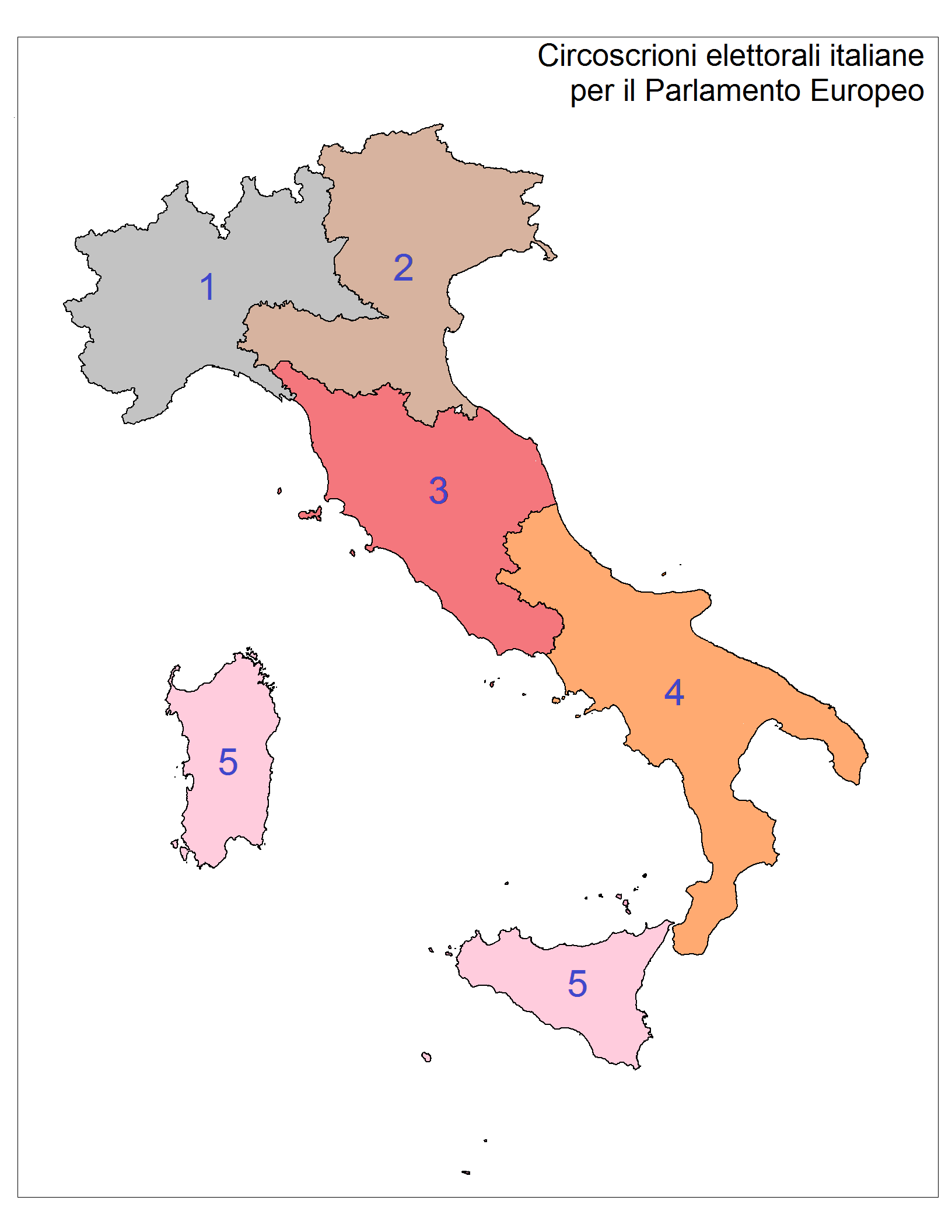
Olaszország választókerületei az európai parlamenti választásokon

Olaszország a második világháborút követően vezette be az a arányos képviselet megvalósítására  a proporcinális pártlistás választást  a parlamenti választásokon. Ezt a rendszert ugyan 1994-ben az olasz parlamenti választásokon megváltoztatták, az Európai parlament képviselő választáson 1979 óta változatlanul érvényben van. Olaszországban az uniós államok többségével ellentétben öt választókerületre oszlik. Egy-egy választókerület 2-5 tartományt fed le. A mandátumok kiosztása két szinten történik. Nemzeti szinten kerülnek kiosztásra a pártlisták között a parlamenti helyek, és a mandátumok a jelöltek között ezt követően választási körzetekként a nyílt listás szavazás eredménye alapján. Az pártok országos listás helyeinek elosztása a legnagyobb maradék elve  szerint történik a Hare-kvótát  használva. Ezt követően választási körzetekként a legtöbb szavazatot kapott képviselők kerülnek be az Európai parlamentbe. 
Olaszországban a választói korhatár 18 év, a választhatósági korhatár 25 év. Az olasz európai parlamenti választásokon 4%-os bejutási küszöb van érvényben. Ez alól a nemzeti kisebbségek képviselő mentességet élveznek amennyiben valamelyik pártlistán nemzetiségi képviselő szerepel és a pártlista eléri a 4 % küszöböt a listán szereplő képviselő és a kisebbségi párt legalább 50 000 szavazatot a kissességi képviselő bekerül az Európai parlamentbe. A 2019-es választási szabályok szerint Olaszországnak járó plusz három helyre a brit képviselők távozása után a parlamenti helyekre jogosult pártlisták első meg nem választott jelöltjei kerülnek.

## Választási szlogenek
| Párt | Párt                                    | Eredeti szlogen                       | Magyar fordítása                             | Forrás        |
| ---- | --------------------------------------- | ------------------------------------- | -------------------------------------------- | ------------- |
|      | Demokrata Párt                          | Una nuova Europa, un'Italia più forte | "Egy új Európát, egy erősebb Olaszországot!" | [ 3 ] [ 4 ]   |
|      | 5 Csillag Mozgalom                      | Continuare per cambiare               | "Folytassuk a változásért!"                  | [ 5 ] [ 6 ]   |
|      | Forza Italia                            | Per cambiare l'Europa                 | "Hogy megváltoztassuk Európát!"              | [ 7 ] [ 8 ]   |
|      | Liga                                    | Prima l'Italia                        | "Első Olaszország!"                          | [ 9 ] [ 10 ]  |
|      | Olaszország Fivérei - Nemzeti Szövetség | In Europa per cambiare tutto          | "Európában hogy minden megváltozzon!"        | [ 11 ] [ 12 ] |
|      | A Baloldal                              | Noi con te                            | "Mi te veled"                                | [ 13 ] [ 14 ] |
|      | Zöld Európa                             | Tocca a noi                           | "Ez a mi turnusunk!"                         | [ 15 ] [ 16 ] |
|      | Több Európát                            | Un'altra Italia c'è                   | "Van másik Olaszország!"                     | [ 17 ] [ 18 ] |